# Prim-algoritmus
A Prim-algoritmus egy összefüggő súlyozott gráf minimális feszítőfáját határozza meg mohó stratégia segítségével. Működési elve, hogy csúcsonként haladva építi fel a fát, egy tetszőleges csúcsból kiindulva és minden egyes lépésben a lehető legolcsóbb élt keresi meg egy következő csúcshoz. Az algoritmust először Vojtěch Jarník írta le 1930-ban, de ez az eredmény ismeretlen maradt. Tőle függetlenül Robert C. Prim 1957-ben és Edsger Dijkstra 1959-ben újra felfedezték. Ezért az algoritmust nevezik még DJP-algoritmusnak, Jarník-algoritmusnak vagy Prim−Jarník-algoritmusnak is.
További ehhez hasonló algoritmus még a Kruskal-algoritmus és a Boruzvka-algoritmus. Ezek az algoritmusok megkeresik egy feltehetőleg nem összefüggő gráf minimális feszítő erdejét. Ezzel szemben a Prim-algoritmus egyszerű verziója egy összefüggő gráfban találja meg a minimális feszítőfát. Azonban a Prim-algoritmus alkalmazása a gráf különböző kapcsolódási pontjain szintén megtalálja a minimális feszítőerdőt. Ami a bonyolultságot illeti, mindhárom algoritmus egyformán gyors sűrű gráfokban, de lassabb más kifinomultabb algoritmusoknál. Az elég sűrű gráfok esetén a Prim-algoritmus lineáris idő alatt lefuttatható, azonosan vagy túlteljesítve más algoritmusok időbeli megkötéseit.

## Az algoritmus leírása
Az algoritmus lépésenként építi fel a minimális feszítőfát, minden lépésben egy csúcsot adva hozzá.
Az algoritmus lépései a következők:

Prim-algoritmus szemléltetése euklideszi távolságon alapulva

- Válasszuk ki a gráf egy tetszőleges csúcsát, legyen ez egy egycsúcsú fa.
- Ameddig van a gráfnak olyan csúcsa, amelyik nincs benne a fában, végezzük el a következőket:
  - Válasszuk ki a fa csúcsai és a gráf többi csúcsa között futó élek közül a legkisebb súlyút.
  - A kiválasztott él nem fabeli csúcsát tegyük át a fába az éllel együtt.

Formálisabban:
```
00 Jelöljük V-vel a gráf csúcsainak halmazát.
 Jelöljük a feszítőfa csúcsainak halmazát X-szel, éleinek halmazát pedig F-fel.
01 Válasszunk ki tetszőlegesen egy csúcsot, legyen ez v.
02 X:={v}; Y:= V-X; F:=üres
03 
while
 X ≠ V 
do

04 legyen {x,y}, ahol x 

  

    

      

        
∈

      

    

    
{\displaystyle \in }

  

 X, y 

  

    

      

        
∈

      

    

    
{\displaystyle \in }

  

 Y, a legkisebb súlyú él az
 X és Y közötti élek közül
05 F:=F 

  

    

      

        
∪

      

    

    
{\displaystyle \cup }

  

 {(x,y)}; X:= X 

  

    

      

        
∪

      

    

    
{\displaystyle \cup }

  

 {y}; Y:= Y-{y}
06 Eredmény: az (X,F) fa
```

Példa
A következő példában, lépésenként bemutatjuk az algoritmust. A táblázat második oszlopában az X és Y csúcshalmazokat egy szaggatott függőleges vonallal választjuk el, és csak a fa, valamint az X és Y közötti éleket jelöljük a megfelelő súlyokkal. Az első oszlopban mindig az eredeti gráf szerepel, hogy könnyen ellenőrizhessük az X és Y közötti éleket.
|  |  | Kiválasztjuk az a csúcsot, kezdetben ez a fa. Kiválasztjuk a hozzá illeszkedő élek közül a legkisebb súlyút. Ez a c csúcs. Most az a és c csúcs, valamint az ezeket összekötő él képezi az új fát. A fa és a gráf többi csúcsa közötti élek közül a {c,h} él a legkisebb súlyú. |
|  |  | A h csúcs és a {c,h} él átkerül a fába. A fa és a gráf többi csúcsa közötti élek közül a {h,g} él a legkisebb súlyú. |
|  |  | A g csúcs és a {h,g} él átkerül a fába. A fa és a gráf többi csúcsa közötti élek közül a {g,e} él a legkisebb súlyú. |
|  |  | Az e csúcs és a {g,e} él átkerül a fába. A fa és a gráf többi csúcsa közötti élek közül a {c,d} és {h,d} élek mindegyike legkisebb súlyú. Bármelyiket választhatjuk. Válasszuk a {c,d} élt!                                                                                     |
|  |  | A d csúcs és a {c,d} él átkerül a fába. A fa és a gráf többi csúcsa közötti élek közül a {c,b} él a legkisebb súlyú. |
|  |  | A b csúcs és a {c,b} él átkerül a fába. A fa és a gráf többi csúcsa közötti élek közül az {a,f} él a legkisebb súlyú. |
|  |  | Az f csúcs és az {a,f} él átkerül a fába, amely feszítőfa, mivel a gráf minden csúcsát tartalmazza. |
|  |  | Az eredmény az eredeti gráf csúcselrendeződése szerint. |

Amennyiben minden lépésben csupán egy legkisebb súlyú él van, a megoldás egyértelmű. Különben több minimális értékű feszítőfa létezhet.

## Bonyolultsága
A Prim-algoritmus bonyolultsága az gráfnál alkalmazott adatszerkezettől és az élek súly szerinti rendezettségétől függ, ami az elsőbbségi sor segítségével lehetséges. Az alábbi táblázat a gyakori választásokat mutatja be: 
| Minimális élű adatszerkezet           | Teljes bonyolultság                               |
| Szomszédsági mátrix, keresés          | O(\|V\|2)                                         |
| Bináris kupac és szomszédsági lista   | O((\|V\| +\|E\|) log \|V\|) = O(\|E\| log \|V\| ) |
| Fibonacci kupac és szomszédsági lista | O(\|E\| +\|V\|log \|V\|)                          |

A Prim-algoritmus egy egyszerű megvalósítása, ami lineárisan nézi végig a súlyok listáját, hogy megtalálja a minimális hozzáadandó élt, O(|V|2) futási időbe telik. Ez a futási idő azonban jelentősen javítható, ha kupacokat használunk a minimális súlyú élek megtalálására a belső hurokban.
Az első továbbfejlesztett verziója kupacot használ, hogy eltárolja a súly szerint rendezett bemeneti gráf összes élét. Azonban élek helyett a csúcsok eltárolása még tovább fejlesztheti az algoritmust. A kupac a csúcsokat azon legkisebb él súlyok szerint rendezi,melyek tetszőleges a csúcsokkal kötik össze őket, a részlegesen felépített minimális feszítőfában (MFF) (vagy végtelen, ha nem létezik ilyen él). Mindig, amikor egy v csúcs kiválasztásra kerül és hozzáadódik a minimális feszítőfához, egy kulcs-csökkentő művelet lefut minden olyan a feszítőfán kívül eső w csúcson, ahol v össze van kötve w –vel és a kulcs az ezt megelőző érték minimumára van állítva és a élek költsége (v,w).
Egy egyszerű bináris kupac adatszerkezetet használva a Prim-algoritmus most már O(|E| log |V| ) idő alatt fut le, ahol |E| az élek száma |V| pedig a csúcsok száma. Az ennél precízebb Fibonacci-kupacot használva a bonyolultság O(|E| +|V|log |V|) –ra redukálható, ami aszimptotikusan gyorsabb, ha a gráf elég sűrű. Az ennél is sűrűbb gráfok esetén (legalább |V|c éllel, ahol c>1), a Prim-algoritmus lineáris idejű futása még egyszerűbb, a Fibonacci helyett egy d-kupac (speciális bináris kupac) használatával.

## Helyessége
A helyesség bizonyítása Andrásfai Béla ötletén alapszik. Könnyű belátni, hogy az algoritmus eredményeként mindegyik csúcshoz illeszkedő élek közül a legkisebb súlyú biztos benne van a megoldásban. Valóban, előbb-utóbb minden csúcs bekerül a feszítőfába. Ha egy csúcs éppen a hozzá illeszkedő legkisebb súlyú x él hozzávételével kerül be, akkor igazoltuk az állításunkat. Ha viszont egy másik él hozzávétele során, akkor pedig az algoritmus a következő lépésében biztosan ezt az x élt fogja kiválasztani. Tehát színezzük ki pirossal az eredeti gráf azon éleit, amelyek az egyes csúcsokhoz illeszkedők közül a legkisebb súlyúak. Ha a piros élek egy feszítőfa élei, akkor ez a fa nyilván minimális. Ha az eredmény nem feszítőfa, akkor a piros élek több fa élei. Vonjuk össze ezen fák mindegyikét egy-egy csúcsba. Az így kapott fára alkalmazzuk újra az élek kifestését a fenti módon. Amikor a színezés befejeződik, az eredeti gráf ilyen módon kiszínezett élei egy feszítő fa élei lesznek, és pont azok, amelyeket az algoritmus is kiválaszt. Ez a fa természetesen minimális feszítőfa.
Formálisabban:
Legyen P egy összefüggő, súlyozott gráf. A Prim-algoritmus minden lépésében találnunk kell egy élt, ami egy részgráf egy élét a részgráfon kívüli éllel köti össze. Mivel P összefüggő, minden csúcshoz lesz út. Az algoritmus kimenetele legyen az Y fa. Legyen Y1 a gráf minimális feszítőfája. Ha Y1 = Y, akkor Y a minimális feszítőfa. Egyébként, legyen e az első hozzáadott él az Y fa elkészítésekor, ami nincs benne az Y1 fában és V az olyan élek által összekötött csúcsok halmaza melyek e előtt lettek hozzáadva. Ekkor az e él egyik végpontja eleme a V halmaznak , a másik nem. Mivel Y1, a P gráf egy feszítőfája, van Y1-nek olyan útja, ami a két végpontot köti össze. Ahogy bejárjuk az utat, találkoznunk kell egy olyan f éllel, ami egy V-beli csúcsot egy nem V-belivel köt össze. Annál a lépésnél, amikor az e él hozzá lett adva az Y fához, f–et is hozzá lehetett volna adni, méghozzá e helyett, ha a súlya kisebb mint e-nek, de mivel f-et nem adtuk hozzá, levonhatjuk azt a következtetést, hogy
w(f) ≥ w (e).
Legyen Y2 az a fa, amit úgy kaptunk, hogy eltávolítottuk az f élt és hozzáadtuk e-t az Y1 fához. Könnyen belátható, hogy Y1 összefüggő, ugyanannyi éle van, mint Y1-nek és az élek összsúlya nem nagyobb Y1 élei összsúlyának, így hát Y2 is egy minimális feszítőfája a P gráfnak, tartalmazza az e élt és minden más élt ami e előtt lett hozzáadva a V halmaz készítése során. A fenti lépéseket véges sokszor alkalmazva megkapjuk az Y minimális feszítőfát.

## Párhuzamos algoritmusok
A Prim-algoritmus fő hurka eredendően szekvenciális, tehát nem párhuzamosítható. A belső hurok, amely meghatározza a következő minimális súlyú élt, ami nem alkot kört, párhuzamosítható úgy, hogy a csúcsokat és az éleket megosztja a rendelkezésre álló processzorok között. A következő pszeudokód ezt szemlélteti. 
| 1. Rendeljünk hozzá minden egyes Pi processzorhoz egy Vi halmazt az egymást követő csúcsok halmazából, melyek hossza {\displaystyle {\tfrac {\|V\|}{\|P\|}}}. |
| 2. Hozzuk létre a C, E , F és Q halmazokat, mint a szekvenciális algoritmusban, és osszuk fel C-t, E-t, valamint a gráfot az összes processzor között, mégpedig úgy, hogy minden processzor tárolja a bejövő éleket a csúcsok halmazában. |
| 3. Ismételjük a következő lépéseket addig, amíg Q nem üres. a, Minden processzor: keresse meg a vi csúcsot, aminek a Ci[vi] (helyi megoldás) értéke minimális. b, Csökkentsük ezeket az értékeket (minimumcsökkentés), hogy megtaláljuk azt a v csúcsot, amelyre a lehető legkisebb a C[v] érték (globális megoldás). c, Adjuk meg a kiválasztott csomópontot minden processzornak. d, Adjuk hozzá v-t az F halmazhoz, és ha E[v] nem az indikátorérték, adjuk hozzá E[v]-t is az F halmazhoz. e, Minden processzoron frissítsük Ci és Ei halmazokat. |
| 4. Térjünk vissza F-fel. |

Ez az algoritmus általában megosztott gépeken, valamint megosztott memóriákat használó eszközökön is megvalósítható. Grafikus feldolgozó egységeken (GPU) is futtatták már. A futási idő {\displaystyle O({\tfrac {|V|^{2}}{|P|}})+O(|V|\log |P|)}, feltételezve, hogy a redukciós és a sugárzási műveletek végrehajthatók {\displaystyle O(\log |P|)} időn belül. A Prim egy olyan változata is létezik már, amelyben a Prim szekvenciális algoritmust párhuzamosan hajtjuk végre, különböző csúcsoktól indulva, olyan eszközökön, melyek megosztják a memóriakapacitásukat. Meg kell azonban jegyezni, hogy léteznek kifinomultabb algoritmusok az megosztott minimális feszítőfa probléma hatékonyabb megoldására.